# Dolly Rudeman
Dolly Rudeman, née Gustave Adolphine Wilhelmina Rüdemann le 3 février 1902 et morte le 26 janvier 1980, est une graphiste, affichiste, décoratrice et autrice pour enfants néerlandaise principalement connue pour avoir réalisé des affiches pour quelques-uns des plus célèbres réalisateurs de son temps, dont Sergueï Eisenstein et Charlie Chaplin, ainsi que pour des acteurs et actrices comme Greta Garbo et Marlene Dietrich. Dans les années 1920, elle est la seule femme aux Pays-Bas à concevoir des affiches de films ainsi que les programmes pour la Compagnie du Cinéma Néerlandaise.

## Jeunesse
Dolly Gustave Adolphine Wilhelmina Rüdeman naît le 3 février 1902 à Salatiga, Java,. Ses parents, Adolf Rudeman et Gerardina van Elsbroek, installés aux Indes orientales néerlandaises (actuelle Indonésie), sont propriétaires d'une usine de sucre mais son père meurt six mois avant sa naissance. Dolly est leur deuxième enfant : elle a une grande sœur qui passe la plus grande partie de sa vie en Indonésie ; elles n'ont que peu de contact à l'âge adulte.
Après le décès d'Adolf Rudeman, Gerardina se remarie. La famille s'installe à Batavia, actuelle Jakarta, lorsque Dolly est adolescente. En 1916, la famille déménage à La Haye, aux Pays-Bas.  
Dolly Rudeman fait ses études secondaires pendant deux ans avant de rejoindre l'Institut de dessin de La Haye où elle étudie les arts. Elle entre ensuite à l'Académie royale des beaux-arts de La Haye où en aout 1922 elle obtient un diplôme d'enseignement du dessin. Un camarade de classe commenta plus tard que la majorité des élèves « est plus ou moins tombée dans l'oubli » et « s'est transformée en femme au foyer » alors que Rudeman, dans sa vingtaine, « se promenait déjà en moto ». Au début, elle envisage une carrière dans l'art du portrait mais se ravise, comme elle l'explique quelques années plus tard, au motif qu'elle n'est « pas riche, et que la plupart des néerlandais considéraient que c'était une scandaleuse perte d'argent que de se faire peindre ». 

## Débuts de carrière
Après l'obtention de son diplôme en 1922, souhaitant se tourner vers la conception d'affiches, elle se rend en Angleterre pour se former auprès de l'illustrateur et caricaturiste écossais Charles Exeter Devereux Crombie. Au milieu des années 1920, de retour aux Pays-Bas, elle ouvre son propre atelier où elle enseigne à des étudiants et produit diverses illustrations. Au cours de l'été 1926, elle conçoit ses premières affiches pour les performances de la danseuse La Argentina au Kurhaus Scheveningen et pour le bal masqué du Carnaval au même endroit. En parallèle, elle travaille comme illustratrice pour des magazines tels que Nova, Favoriet, Deze Week, le magazine culturel De Prins et le magazine automobile De Auto. L'un des auteurs de De Auto, Barend Evert Lugard s'avère être d'une grande aide dans la carrière de Dolly Rudeman. En 1925, Barend Lugard devient directeur général de la Compagnie cinématographique néerlandaise Nederlandse Bioscooptrust (NBT) et, au début de 1926, il engage Dolly Rudeman pour illustrer les programmes hebdomadaires de la NBT ainsi que des affiches de films,. Ce contrat permanent lui assure ainsi une sécurité financière. 
Sa première affiche de cinéma — et une de ses plus célèbres, celle qui a fait son nom — est le « dangereux cosaque » pour le film de Sergueï Eisenstein Le Cuirassé Potemkine sorti en 1925 et projeté dans les salles hollandaises en septembre 1926,. 7 500 copies sont imprimées pour la promotion du film, chiffre inédit. À l'époque, les promoteurs de films néerlandais réalisent rarement une affiche pour une seule production et ils se contentent bien souvent de peindre sur les titres d'affiches étrangères. À la découverte de l'affiche, Het Vaderland, un journal du soir néerlandais, publié de 1869 à 1982, déclare que « le concepteur de l'affiche doit être du même [genre] que le réalisateur du film »,. 
En 1928, elle part pour Paris où elle se forme auprès du peintre et graphiste français Cassandre. L'année suivante, elle se rend à Berlin pour le Salon International de la Publicité, puis à Munich, pour travailler auprès de l'affichiste Ludwig Hohlwein. 
En 1928, Rudeman participe à l'Exposition Internationale du Film de La Haye. La même année elle reçoit une commande importante pour redessiner les nombreuses peintures murales et abat-jours du Cinéma Palace, une salle de cinéma de Groningue, et ce malgré son manque d'expérience en design d'intérieur. Le résultat est bien reçu, que ce soit dans les revues spécialisées ou grand public. Le magazine féminin Het Rijk der Vrouw écrit que malgré le fait que « la population locale soit très conservatrice dans ses goûts, elle a appris à apprécier son travail ultra-moderne ». Le magazine écrit également que bien que dans une Europe d'après guerre, on était habitué à « voir des femmes dans des métiers d'hommes, ce fût une surprise quand nous avons vu les affiches de Dolly Rudeman et avons appris que c'était l'œuvre d'une femme ! ». La même année, son affiche pour Le Cirque de Charlie Chaplin, influencée par les œuvres de Cassandre, devient la première affiche à gagner le sceau d'approbation officiel du gouvernement néerlandais,.
La Compagnie cinématographique néerlandaise se détourne de Rudeman quand Barend Lugend quitte l'organisation en 1929. De son travail jusqu'en 1932, il reste environ 150 affiches et 70 programmes. Elle continue de produire pour des commandes spéciales et expose seule et en groupe. Au cours de sa carrière, elle crée des affiches pour Marlene Dietrich (dans Agent X 27), Greta Garbo, et Asta Nielsen, les acteurs Charlie Chaplin (pour Les Lumières de la ville) et Le Mécano de la Générale de Buster Keaton, ainsi que pour d'autres qui tombèrent dans l'oubli tel que Dolores del Río (The Loves of Carmen et Ramona).
il faut noter que Rudeman doit réaliser ces affiches cinématographiques dans un délai très court. Elle n'a pas le temps de voir les films qu'elle illustre puisque ses affiches doivent sortir avant les films. Elle doit opérer avec seulement le scenario et parfois une photographies des acteurs et actrices. Elle peut produire jusqu'à deux à trois affiches par semaine, et ce en plus de ses autres commandes comme des boîtes de chocolats, des emballages, du papier à en-tête, des magazines et même, en 1934, d'un calendrier mural de luxe. 

## Premières expositions

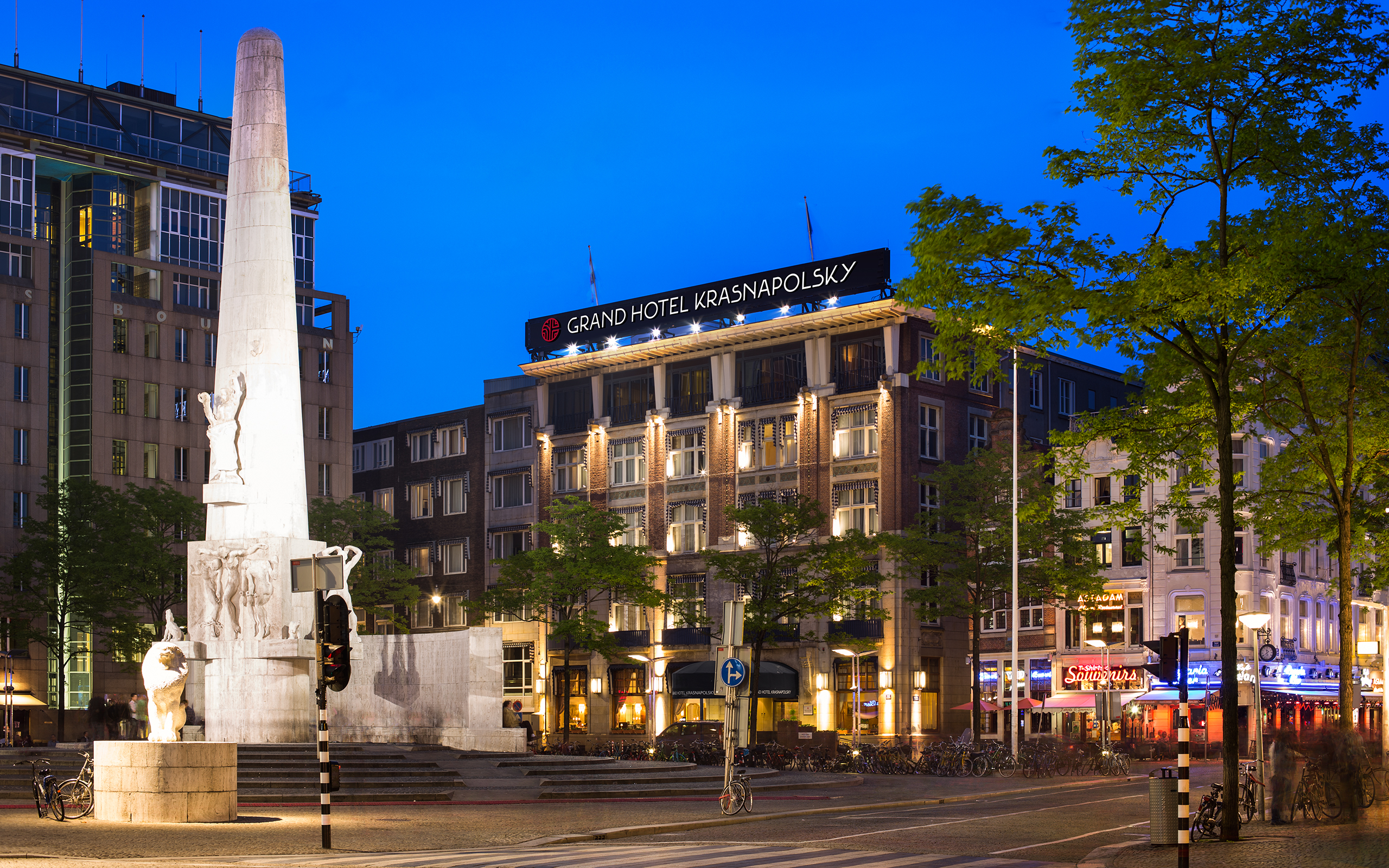
NH Collection Grand Hotel Krasnapolsky - facade

Le travail de Rudeman est exposé pour la première fois lors d'une exposition d'une journée le 17 octobre 1927 à Amsterdam. C'est un succès tel que la revue spécialisée De Reclame déplore le fait que ce soit si court. Une exposition complémentaire est alors inaugurée le 31 octobre 1927 à l'hôtel Krasnapolsky.
Une des plus importantes expositions de sa carrière se déroule en février 1931 à la Koninklijke Kunstzaal Kleykamp, en face du Palais de la Paix, à La Haye. Véritable gage de reconnaissance, cette galerie « très exclusive », est accessible uniquement sur invitation. Cette exposition non seulement fait la promotion de Rudeman et de son travail mais également de l'affiche de cinéma comme une forme d'art en soi. Selon un contemporain, Rudeman fait « courageusement front au mauvais goût de l'affiche de film ». Aux côtés de ses affiches sont également exposés des portraits, d'autres illustrations et des œuvres décoratives. Un catalogue est publié pour l'exposition et deux tirages sont proposés à la vente pour 1,50 à 10 florins, les originaux vendus entre 75 et 500 florins.

## Carrière pendant et après la Seconde Guerre Mondiale
Une de ses dernières œuvres avant le début de la Seconde Guerre mondiale est une commande du Comité d'alerte contre le désarmement unilatéral. C'est une œuvre évocatrice, illustrant « un homme pâle, symbolisant le désespoir, la peur et le reproche à soi-même d'une victime de guerre sans défense. Le drapeau national est la seule chose recouvrant son corps nu. Derrière lui, des ruines et des bâtiments en flammes »,.
Pendant la guerre, les commandes diminuent et la production d'affiches est interrompue, en partie à cause du manque de matériels mais aussi parce qu'un grand nombre de membres de l'industrie cinématographique fut déporté sous l'occupation nazie de la Hollande. Rudeman continue de vivre à La Haye mais est forcée de déménager temporairement à Amsterdam en 1941, puis définitivement en 1944, à cause des bombardements alliés.
À Amsterdam, Rudeman vit avec son cousin, Prul Rudeman. Pendant l'occupation, ils hébergent un homme juif nommé Rubens, qui doit se cacher derrière un des placards de Rudeman lors de descentes de police. Ils l'abritent ainsi jusqu'à la fin de la guerre. Elle reste également en contact avec Barend Lugend. Pour le repas de Noël, il apporte un lièvre et des anciens camarades de l'Académie des Beaux-Arts les rejoignent à l'occasion.
Sa carrière après la guerre se construit principalement autour de cartes postales, portraits et aquarelles, ainsi que quelques affiches, notamment pour les K.N.M.V Motor Races. Les années 50 sont décrites comme l'âge d'or de Rudeman ; elle reçoit de nombreuses commandes et travaille pour Organon BioSciences à Oss, et l'imprimerie Mulder & Zoon à Amsterdam, qui diffuse ensuite son travail en Amérique. Son œuvre inclut alors des décalcomanies pour des porcelaines, des carafes, des vases et autres, l'imprimerie étant en effet spécialisée dans la décoration du grès. Les motifs sont davantage décoratifs, incluant des oiseaux, des fleurs et des arbres, en rupture avec son style graphique d'affichiste. Une série est ainsi produite symbolisant les différents États américains, encore actuellement proposée sur les sites de ventes aux enchères. À partir des années 1960, elle réalise également des illustrations pour des livres, notamment pour une édition de contes d'Andersen et elle publie également ses propres livres pour enfants. Son partenariat avec Mulder & Zoon prend fin dans les années 1970 et Rudeman se concentre alors sur les portraits d'enfants pour des commandes privées. Cependant, elle ne fait plus jamais l'objet de l'attention ni de la promotion nationale qu'elle avait avant la guerre ; il est dit qu'elle n'a jamais trouvé la liberté artistique qu'elle souhaitait. 

## Popularité à la fin duXXesiècle
Alors que Rudeman meurt dans une relative indifférence « et que son œuvre intéressante, ses centaines d'affiches de film, semble perdue », les archives d'affiches de film néerlandaises reçoivent un inventaire complet à la fin du siècle grâce auquel nombreuses de ses œuvres sont redécouvertes. Ceci renouvèle l'intérêt pour son travail et conduit à une exposition majeure aux États-Unis en 1985, L'affiche moderne néerlandaise: les premières cinquante années, où son affiche pour Le Cuirassé Potemkine est exposée.
En 2005, une exposition monographique lui est consacrée dans une galerie d'affiches de La Haye, du 23 septembre au 11 novembre, donnant lieu à un catalogue d'exposition traduit en anglais. 

## Style artistique et critiques
Rudeman est connue pour son « style futuriste et audacieux », à la fois « austère et dynamique »,. L'influence du premier expressionnisme allemand sur son travail est remarquée. Bien que contrainte de devoir travailler seulement à partir de photographies de plateaux, son style de portrait est décrit comme « échangeant le réalisme contre une atmosphère suggestive ». 
En 1929, la journaliste Kate de Ridder écrit sur le travail de Rudeman que, « même si les œuvres d'artistes femmes démontrent souvent une touche féminine, le style audacieux de Rudeman l'était peu [féminin] ». 
De Groene Amsterdammer décrit son affiche pour Le Cuirassé Potemkine comme laissant une « forte impression » tandis que Het Vaderland relève à quel point il est « audacieusement dessiné » et rapproche l'artiste du réalisateur du film. Le journal attribue alors l'affiche pour Potemkine à un homme, avant de corriger dans un long article décrivant l'artiste et son œuvre comme une jeune femme prometteuse,. Plus tard, des commentateurs notent l'importance donnée par les journaux contemporains (tel que Het Vaderland) à la jeunesse de Rudeman. 
Le même journal décrit aussi la publicité de l'industrie cinématographique comme « la quintessence de la laideur », consistant en « des feuilles criardes… surchargées de lettres… dessinées maladroitement ». En contraste, le travail de Rudeman a un impact immédiat dans la presse nationale ; son œuvre est considérée comme étant en phase avec la modernité des années 20. Son style et son travail reçoivent des critiques positives en comparaison avec des artistes contemporains, dont Ludwig Hohlwein, Hap Hadley aux États-Unis et les frères Stenberg en Union soviétique. Les critiques soulignent trois principales caractéristiques : « du bon goût, un sens de la couleur et de l'originalité ».

### Principales œuvres
Rudeman elle-même croyait avoir dessiné plus de 250 affiches de film au cours de sa carrière. On estime que seulement la moitié de son œuvre a été conservée et environ 90 seraient dans des collections privées et publiques,.  
Son œuvre inclut : 
- Spanish Evening (1926) commandée par la société de bains de mer de Scheveningen pour promouvoir son hôtel, avec en rôle principal La Argentina.
- Le Cuirassé Potemkine (1926) expressionniste dans le style, elle dépeint la scène du massacre d'Odessa[28].
- Agence pour l'emploi de la navigation intérieure (1927) : commandée par le ministère néerlandais de l'agriculture, il est possible qu'elle ait délibérément utilisé « le langage visuel et symbolique » socialiste[13].
- La sirène des tropiques (1927) l'illustration de Rudeman montre celle qui était surnommée la « Perle noire », Josephine Baker.
- Le chanteur de Jazz (1927) illustre le chanteur et acteur blanc Al Jolson maquillé en ménestrel noir (blackface)[29].
- Les Ailes (1927) fait le portrait « dramatique d'un aviateur à l'ombre d'un avion ; salué par la critique même aux États-Unis »[15].
- Le Cirque (1928) influencée par Cassandre, elle dessine le visage de Chaplin « avec aussi peu de lignes que possible »[30].
- Don Quichotte (1933) un portrait d'une star de film, Fédor Chaliapine, et aussi sa dernière affiche cinématographique[26].
- Have You Got Your Celebration Skirt Yet? (1946) sa première œuvre après la Libération, promouvant la jupe dessinée par Elisabeth Hannema van Maasdijk faite de chutes de tissus[19],[31].